# Dako
Dako est une petite ville du Togo située dans la Préfecture de Bafilo, dans la région de la Kara

## Géographie
Dako est situé à environ 49 km de Kara,

## Vie économique
- Atelier ferblanterie

## Lieux publics
- École primaire CEG Lycée
- Dispensaire